# Крізь сніг (серіал)
«Крізь сніг» або «Снігобур» (англ. Snowpiercer) — американський постапокаліптичний телесеріал, розроблений Джошем Фрідменом для телемережі TNT на основі однойменного фільму і французького графічного роману «Le Transperceneige» Жака Лоба, Бенджаміна Леґранда і Жан-Марка Рошетта. Прем'єра відбулася 17 травня 2020 року.
Серіал знаходився в розробці більше трьох років, його виробництво неодноразово відкладалося через розбіжності між продюсерами і телемережею.

## Сюжет
Дія серіалу відбувається через сім років після того, як світ став сніговою пусткою внаслідок глобального льодовикового періоду. Люди котрі вижили, щоб не замерзнути, перебувають у постійному русі навколо земної кулі на поїзді, оснащеному вічним двигуном. Поїзд складається із 1001 вагону, що розділені по соціальному статусу. У серіалі порушуються проблеми класової боротьби, соціальної несправедливості та принципів виживання.

## Актори
- Девід Діггз — Андре Лейтон
- Дженніфер Коннеллі — Мелайні Кавіл
- Мікі Самнер — Бес Тіл
- Анналіза Бассо — Елджей Андерсон
- Елісон Райт — Лайла Андерсон
- Кейті Макгінес — Джозі Макконел
- Сьюзан Пак — Джинджу
- Лена Холл —Сайорі
- Шейла Ванд —Зара
- Сем Отто —Джон «Оз» Озвейлер
- Іддо Голдберг — Беннетт
- Джейлін Флетчер — Майлз
- Ровен Бланчард — Олександра
- Стівен Огг — Пайк
- Шон Бін (2-й сезон)